# Ług Gołębiowski
Ług Gołębiowski, Bagno, użytek 136 – jedyny użytek ekologiczny na terenie Radomia, zarośnięty staw leżący w zlewni Strumienia Brzustowskiego. Leży w północno-wschodniej części Radomia, pomiędzy ulicami Marka Grechuty, Północną i Rodziny Graboszów na wysokości ok. 167 m n.p.m. Powierzchnia użytku wynosi 6,86 ha.